# Alumosilicate
Alumosilicate bzw. Alumosilikate, auch als Aluminosilicate bzw. Aluminosilikate bekannt (beide Bezeichnungen werden im Deutschen und auch im Englischen oft synonym verwendet), sind die Sammelbezeichnungen für Minerale und chemische Verbindungen aus der Gruppe der Silicate, die sich aus den Grundbausteinen SiO4-Tetraeder und AlO4-Tetraeder aufbauen. Sie gehören zu den wichtigsten Bestandteilen der Erdkruste.
Ein Silicium- bzw. ein Aluminiumatom ist also von vier Sauerstoffatomen umgeben. Diese Tetraeder teilen sich immer die Sauerstoffatome (es gibt also Si-O-Al-Bindungen). Rechnerisch enthalten Alumosilicate SiO2 und Al2O3. Das Al:Si-Verhältnis kann den Wert 1 nicht überschreiten. Für Alumosilicate gilt die Löwenstein-Regel, nach der AlO4-Tetraeder nie direkt miteinander verknüpft sind, die Baugruppe Al-O-Al wird also vermieden. Reine Aluminate kommen in der Natur nur extrem selten vor. Aluminium kann sich hier chemisch ähnlich verhalten wie Silicium. Bei Einbau von Aluminium (Al3+ statt Si4+) in das Mineralgitter muss Ladungsausgleich durch Einbau weiterer positiv geladener Ionen (Kationen) erfolgen. Alumosilicate sind z. B. Feldspate, Feldspatvertreter und Zeolithe wie Zeolith A oder Sodalith.
Dagegen heißen Silicate mit sowohl tetraedrisch als auch oktaedrisch koordiniertem Aluminium Aluminium-Alumo-Silicate. Beispiele sind Andalusit, Kyanit, Muskovit und Sillimanit.
Silicate mit rein oktaedrisch koordiniertem Aluminium werden als Aluminiumsilicate bezeichnet. Beispiele dafür sind Beryll, Epidot und Spodumen.

## Aluminosilikatglas
Glas kann, je nach chemischer Zusammensetzung, in verschiedene Glastypen eingeteilt werden, welche verschiedene Eigenschaften wie Verschmelzbarkeit mit Metallen und chemische Resistenz aufweisen. Borosilikatgläser werden dabei grob aufgrund der Zusammensetzung von Oxiden in 6 verschiedene Gruppen eingeteilt. Eine Gruppe ist die der Aluminosilikatgläser. In dieser Gruppe kann man wiederum zwischen zwei Kategorien unterscheiden:
- Erdalkali-Aluminosilikatglas: Bezeichnend für diesen Glastyp ist die Freiheit von Alkali-Oxiden und ein SiO2-Gehalt von 15–25 % bei einem Erdalkali-Gehalt von 15 %. Sehr hohe Transformationstemperaturen und Erweichungspunkte sind typisch. Die Haupt-Anwendungsfelder sind Glaskolben für Halogenlampen, Hochtemperatur-Glasthermometer und thermisch und elektrisch hoch belastbare Widerstände.

- Alkali-Aluminosilikatglas: Der AI2O3-Gehalt von Alkali-Aluminosilikatglas liegt typischerweise bei 10–35 % und der Alkaligehalt bei über 10 %. Der hohe Alkaligehalt bereitet das Glas für einen Ionenaustausch mit größeren Alkali-Ionen vor, um die Druckfestigkeit der Oberfläche zu verbessern. Aufgrund dieser Eigenschaft ist das Glas besonders geeignet für die Anwendung in Touch-Displays, Solarzellen und beschichtetem Sicherheitsglas. Hohe Umwandlungstemperaturen und ausgezeichnete mechanische Eigenschaften, z. B. Härte und Resistenz gegen Kratzer, sind charakteristische Merkmale dieses Glastyps.[3] Bekannte Beispiele sind Gorillaglas (Einsatz vor allem in Bildschirmen von Smartphones) und Superfest, aus dem in der DDR besonders bruchsichere Trinkgläser für die Gastronomie hergestellt wurden.